# جرویس ۲۰۸۸۳
سیارک ۲۰۸۸۳ (به انگلیسی: 20883 Gervais، نامگذاری:2000VD58) بیست هزار و هشتصد و هشتاد و سومین سیارک کشف شده‌است که در ۳ نوامبر ۲۰۰۰ کشف شد.
قدر مطلق سیارک برابر ۱۲.۹ است.